# Кућа Невене Заборски у Београду
Кућа Невене Заборски налази се у градској општини Палилула, у Далматинској улици 79 у Београду. Уврштена је у споменик културе Србије.

## Историјат и архитектура
Кућа Неверне Заборски саграђена је 1931. године, а пројектовао ју је српски архитекта Милан Злоковић као једносмерну грађевину са једним станом, дневним боравком у приземљу и спаваћим собама које се налазе на спрату. Улична фасада куће је симетрична и трентиран као глатко зидно платно у једној равни из кога су исечени отвори. Сликарски третман фасаде наглашен је и широким оквиром. Од декоративних елемената на кући се налазе плитка јонска пиластра који успостављају ритам прозорских отвора и истичу вертикалност читаве композиције, и на орнаментални рељеф постављен на самом врху у осовини куће. Фасада је рађена у ар деко стилу. Злоковићево решење унутрашњег простора се заснива на анализи потребних висина појединачних просторија које се третирају као тродимензионалне функционалне јединице. Такав поступак изведен је на основу метода Раумплана, где је у затвореној геометријској форми функционалност постигнута кроз манипулацију волумена различитих унутрашњих висина и тродимензионалним пројектовањем „просторног плана“ куће. Кућа Невене Заборски указује на отварање београдске градитељске сцене модерним идејама и означава рану фазу развоја Злоковићевог и београдског модернизма.
Кућа Невене Заборски је од великог културно-историјског значаја.